# Muktisari (Cipaku)
Muktisari is een bestuurslaag in het regentschap Ciamis van de provincie West-Java, Indonesië. Muktisari telt 6029 inwoners (volkstelling 2010).